# Vezzano
Vezzano est une ancienne commune italienne d'environ 2 200 habitants située dans la province autonome de Trente dans la région du Trentin-Haut-Adige dans le nord-est de l'Italie.  Elle fusionne le 1er janvier 2016 avec Padergnone et Terlago pour former Vallelaghi.

## Administration
| Période                                  | Période | Identité | Étiquette | Qualité |
| ---------------------------------------- | ------- | -------- | --------- | ------- |
|                                          |         |          |           |         |
| Les données manquantes sont à compléter. |         |          |           |         |

### Communes limitrophes
Molveno, San Lorenzo in Banale, Trente (Italie), Terlago, Padergnone, Calavino